# تيد روبرت غور
تيد روبرت غور (بالإنجليزية: Ted Robert Gurr)‏ هو عالم سياسة أمريكي، ولد في 21 فبراير 1936 في سبوكين في الولايات المتحدة، وتوفي في 25 نوفمبر 2017 في لاس فيغاس في الولايات المتحدة.